# George Stetson

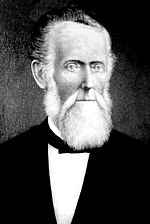
George Stetson

George Stetson (1814–1879) was een adventistisch pastor.

## Biografie
De eerste Stetsons arriveerden in 1634 in de Verenigde Staten uit Engeland. George Stetson associeerde zich in zijn vroege bediening met Henry Grew en George Storrs, in zijn latere bediening met Jonas Wendell en Charles Taze Russell. Hij was niet alleen geestelijke, hij was ook leraar op een school en arts. Als lid van de Advent Christian Church werkte hij met Wendell samen in verschillende kerken in Pennsylvania en Ohio in de vroege jaren 1870. Zij schreven ook in George Storrs’ tijdschrift The Herald of Life and the Coming Kingdom en voor andere tijdschriften zoals The World's Crisis.
In 1872 was Stetson tien maanden pastor in een kerk in Pittsburgh waar hij de jonge Charles Taze Russell ontmoette. Daarna leidde hij de gemeente in Edinboro, Pennsylvania zes jaar lang, tot aan zijn dood. Het laatste jaar van zijn leven woonde Stetson bij Sarah en  William Henry Conley of 50 Fremont Street. Zijn sterfbedverzoek was dat Russell zijn begrafenispreek zou houden. Russell willigde dit verzoek graag in; er waren meer dan 1.200 aanwezigen.